# Viktor Svedberg
Pour les articles homonymes, voir Svedberg.
Viktor Svedberg (né le 24 mai 1991 à Göteborg en Suède) est un joueur professionnel suédois puis kazakh de hockey sur glace. Il évolue au poste de défenseur.

## Biographie

### Carrière en club
Formé au Göteborgs IK, il rejoint les équipes de jeunes du Rögle BK. Il joue un match avec l'équipe première en 2009 puis rejoint la saison suivante le centre de formation du Frölunda HC. Il gagne sa place avec l'équipe senior dans l'Elitserien en 2011. Il part en Amérique du Nord en 2013 et s'aligne avec les IceHogs de Rockford dans la Ligue américaine de hockey. Il décroche ensuite un contrat avec les Blackhawks de Chicago dans la Ligue nationale de hockey. Il joue son premier match avec les Blackhawks le 9 octobre 2015 face aux Islanders de New York. Il marque son premier but dans la LNH le 15 octobre 2015 chez les Capitals de Washington.

### Carrière internationale
Svedberg représente la Suède lors de matchs amicaux durant la campagne 2018-2019. Naturalisé kazakh, Svedberg représente le Kazakhstan au niveau international. Il est sélectionné pour son premier championnat du monde en 2021. Selon la loi kazakhe, il perd son passeport kazakh en 2023 car il n'a pas renoncé à sa nationalité suédoise.

## Statistiques

### En club
| Saison    | Équipe                    | Ligue      |                   | Saison régulière  | Saison régulière  | Saison régulière  | Saison régulière  | Saison régulière |   | Séries éliminatoires | Séries éliminatoires | Séries éliminatoires | Séries éliminatoires | Séries éliminatoires |
| Saison    | Équipe                    | Ligue      | PJ                | B                 | A                 | Pts               | Pun               | PJ               | B | A                    | Pts                  | Pun                  |                      |                      |
| 2008-2009 | Rögle BK                  | Kvalserien | -                 | -                 | -                 | -                 | -                 | 1                | 0 | 0                    | 0                    | 0                    |                      |                      |
| 2010-2011 | Frölunda HC               | Elitserien | 9                 | 0                 | 0                 | 0                 | 0                 | -                | - | -                    | -                    | -                    |                      |                      |
| 2011-2012 | Frölunda HC               | Elitserien | 55                | 3                 | 2                 | 5                 | 20                | 6                | 0 | 0                    | 0                    | 0                    |                      |                      |
| 2012-2013 | Frölunda HC               | Elitserien | 51                | 0                 | 2                 | 2                 | 24                | 6                | 0 | 0                    | 0                    | 4                    |                      |                      |
| 2013-2014 | IceHogs de Rockford       | LAH        | 35                | 2                 | 7                 | 9                 | 26                | -                | - | -                    | -                    | -                    |                      |                      |
| 2014-2015 | IceHogs de Rockford       | LAH        | 49                | 3                 | 11                | 14                | 41                | 8                | 0 | 4                    | 4                    | 8                    |                      |                      |
| 2015-2016 | Blackhawks de Chicago     | LNH        | 27                | 2                 | 2                 | 4                 | 4                 | 3                | 0 | 0                    | 0                    | 6                    |                      |                      |
| 2015-2016 | IceHogs de Rockford       | LAH        | 40                | 1                 | 14                | 15                | 39                | -                | - | -                    | -                    | -                    |                      |                      |
| 2016-2017 | IceHogs de Rockford       | LAH        | 51                | 2                 | 9                 | 11                | 70                | -                | - | -                    | -                    | -                    |                      |                      |
| 2017-2018 | IceHogs de Rockford       | LAH        | 73                | 6                 | 18                | 24                | 82                | 13               | 0 | 5                    | 5                    | 18                   |                      |                      |
| 2018-2019 | Linköpings HC             | SHL        | 7                 | 1                 | 1                 | 2                 | 6                 | -                | - | -                    | -                    | -                    |                      |                      |
| 2018-2019 | Barys                     | KHL        | 29                | 3                 | 6                 | 9                 | 16                | 12               | 0 | 2                    | 2                    | 36                   |                      |                      |
| 2019-2020 | Barys                     | KHL        | 10                | 0                 | 1                 | 1                 | 4                 | 5                | 0 | 2                    | 2                    | 4                    |                      |                      |
| 2020-2021 | Barys                     | KHL        | 28                | 3                 | 5                 | 8                 | 16                | -                | - | -                    | -                    | -                    |                      |                      |
| 2021-2022 | HK CSKA Moscou            | KHL        | 33                | 2                 | 1                 | 3                 | 14                | -                | - | -                    | -                    | -                    |                      |                      |
| 2021-2022 | Avangard Omsk             | KHL        | 8                 | 0                 | 2                 | 2                 | 6                 | 13               | 0 | 2                    | 2                    | 6                    |                      |                      |
| 2022-2023 | Avangard Omsk             | KHL        | 35                | 0                 | 3                 | 3                 | 39                | 10               | 2 | 2                    | 4                    | 30                   |                      |                      |
| 2023-2024 | HK Poprad                 | Extraliga  | 9                 | 0                 | 1                 | 1                 | 29                | 5                | 1 | 0                    | 1                    | 6                    |                      |                      |
| 2024-2025 | HC Pustertal-Val Pusteria | ICEHL      | Saison en cours ? | Saison en cours ? | Saison en cours ? | Saison en cours ? | Saison en cours ? |                  |   |                      |                      |                      |                      |                      |

### En équipe nationale
| Année | Équipe     | Événement            |   | PJ | B | A | Pts | Pun | +/-       |  | Résultat |
| 2021  | Kazakhstan | Championnat du monde | 6 | 1  | 3 | 4 | 6   | 0   | 10e place |  |          |